# Иеремия IV
Патриа́рх Иереми́я IV (греч. Πατριάρχης Ιερεμίας Δ΄; Крит — 1824 Митилини) — Константинопольский Патриарх, занимавший престол с 1809 по 3 марта 1813 года.

## Биография
Родился на острове Крит. Не получил систематического образования, но был благоразумным, миролюбивым, хорошо знал турецкий язык, турецкие законы и обычаи.
После рукоположения в священный сан был протосинкеллом при Патриаршем соборе в Константинополе. Был избран митрополитом Христианупольским (в феврале 1772 года). После смерти патриарха Софрония II являлся Местоблюстителем Патриаршего престола (с октября по декабрь 1780 года), принял участие в избрании патриарха Гавриила IV. В 1783 году был избран митрополитом Митилинским и рукоположен в сан епископа.

### Патриаршество
В 1809 году был избран на Константинопольскую патриаршую кафедру.
Во время своего Патриаршества содействовал просвещению среди греческого народа. Им написано окружное послание к христиана, осуждающее роскошь, запрещающее погребение умерших внутри храмов и предписанием монахам жить в соответствии с иноческими правилами.
Будучи в преклонном возрасте и подверженном болезням 3 марта 1813 года ушёл на покой и удалился в Митилену, где и скончался в 1824 году в глубокой старости.